# Parasyntormon classicum
Parasyntormon classicum är en tvåvingeart som beskrevs av Harmston och Frank Hall Knowlton 1943. Parasyntormon classicum ingår i släktet Parasyntormon och familjen styltflugor.
Artens utbredningsområde är Utah. Inga underarter finns listade i Catalogue of Life.